# Hulda Corona
L'Hulda Corona è una struttura geologica della superficie di Venere.